# Jeppesen Agro
Jeppesen Agro A/S er en dansk landbrugsvirksomhed med hovedkvarter i Herlufmagle. Virksomheden fungerer som holdingselskab for Bent Blindkilde Jeppesen og Kasper Haunstrup Jeppesens selskaber, der inkluderer Tybjerggård og Ulstrupgaard. Jeppesen Agro er engageret i husdyrproduktion af grise og jordbrug med planteavl af korn og frø. I 2023 sendte de 83.000 slagtesvin til slagtning på danske slagterier. I 2022 havde de ca. 2.500 hektar planteavl.